# Повний граф
Повний граф — простий граф, в якому кожна пара різних вершин суміжна, тобто існує ребро, що сполучає ці вершини. Повний граф зазвичай позначається Kn.

## Властивості
- Повний граф з n вершинами має n(n - 1)/ 2 ребер.
- Повний граф з n вершинами є регулярним графом степеня n - 1.
- Графи K1 — K4 є планарними. Повні графи з більшою кількістю вершин не є планарними, оскільки містять підграф K5 і, отже, не задовольняють умови Куратовського.
- Повний граф є однозначно розфарбовуваним, оскільки існує лише одне допустиме розфарбування — кожній вершині призначається свій колір[1].

Нижче подані зображення повних графів з кількістю вершин від 1 до 11.
| {\displaystyle K_{1}:0}  | {\displaystyle K_{2}:1}   | {\displaystyle K_{3}:3}   | {\displaystyle K_{4}:6}  |
| ------------------------ | ------------------------- | ------------------------- | ------------------------ |
|                          |                           |                           |                          |
| {\displaystyle K_{5}:10} | {\displaystyle K_{6}:15}  | {\displaystyle K_{7}:21}  | {\displaystyle K_{8}:28} |
|                          |                           |                           |                          |
| {\displaystyle K_{9}:36} | {\displaystyle K_{10}:45} | {\displaystyle K_{11}:55} |                          |
|                          |                           |                           |                          |